# 20 000 mil podmorskiej żeglugi (film 1985)
20 000 mil podmorskiej żeglugi (ang. 20,000 Leagues Under the Sea) – australijski film animowany z 1985 roku wyprodukowany przez Burbank Films Australia. Animowana adaptacja powieści o tej samej nazwie francuskiego pisarza Juliusza Verne’a. Niezwykłe przygody kapitana Nemo, który na pokładzie Nautilusa – łodzi podwodnej, przemierza podmorskie otchłanie.

## Obsada (głosy)
- Tom Burlinson jako harpunnik Ned Land
- Colin Borgonon
- Paul Woodson
- Liz Horne

## Wersja polska
Wersja wydana w serii Najpiękniejsze baśnie i legendy na DVD z angielskim dubbingiem i polskim lektorem.
- Dystrybucja: Vision